# Clathrodrillia gibbosa
Clathrodrillia gibbosa é uma espécie de gastrópode do gênero Clathrodrillia, pertencente à família Drilliidae.